# Матилда от Швабия
Матилда (на немски: Mathilde von Schwaben; * октомври 1048, Херцберг; † 12 май 1060, Гослар) от Салическата династия, е херцогиня на Швабия като съпруга на Рудолф фон Райнфелден

## Биография
Тя е третата дещеря на император Хайнрих III и неговата втора съпруга императрица Агнес Поатиенска. По-голяма сестра е на император Хайнрих IV.
През 1057 г. Рудолф фон Райнфелден е издигнат от императрица Агнес за херцог на Швабия. Рудолф отвлича Матилда и се сгодява за нея. Двамата се женят в края на 1059 г. Праз май 1060 г. Матилда умира вероятно в Гослар, където е погребана в манастира „Св. Симон и Юда“.
Тя вероятно е майка на херцог Бертхолд (* 1060; † 18 май 1090) от Швабия.